# 揖斐町
揖斐町（いびちょう）は、かつて岐阜県揖斐郡にあった町である。
現在の揖斐川町の中心地に該当し、揖斐郡の中心の町でもあった。

## 歴史
- 1600年（慶長5年） - 西尾光教が揖斐城城主となり、揖斐藩3万石をおこす。この地域は揖斐藩領となる。
- 1623年（元和9年） - 揖斐藩は取り潰され、天領となる。
- 1631年（寛永8年） - 旗本岡田善同（岡田将監）5,300石の領地となり、揖斐陣屋が築かれる。
- 江戸時代末期、この地域は美濃国大野郡であり、揖斐陣屋領（三輪村・大光寺村・小野村・小谷村･志津山村・野村）、尾張藩領（上岡島村・下岡島村）であった。
- 1874年（明治7年） - 野村が上野村に改称する。
- 1889年（明治22年）7月1日 - 三輪村、大光寺村、小野村、小谷村、志津山村、上野村、上岡島村、下岡島村が合併し町制施行。揖斐町になる。
- 1897年（明治30年）4月1日[1] - 大野郡の一部と池田郡が合併して揖斐郡となる。揖斐町は揖斐郡に属する。
- 1955年（昭和30年）4月1日 - 揖斐町、大和村、北方村、清水村、小島村が合併し、揖斐川町となる。

## 交通機関
- 名古屋鉄道揖斐線
  - 本揖斐駅

近畿日本鉄道養老線揖斐駅は、当時、養基村脛永（現・揖斐川町脛永）の駅であり、揖斐町の駅ではない

## 教育
- 岐阜県立揖斐高等学校

## 観光など
- 三輪神社
- 揖斐城址
- 揖斐陣屋址